# Communauté de communes Les Versants d'Aime
La communauté de communes des Versants d'Aime, anciennement communauté de communes du canton d'Aime, est une communauté de communes française, située dans le département de la Savoie et la région Auvergne-Rhône-Alpes.

## Géographie
La communauté de communes des Versants d'Aime est situé dans l'est de la Savoie, dans la Vallée de la Tarentaise. Son altitude varie entre 556 mètres à Montgirod et 3 779 mètres à Peisey-Nancroix.

## Histoire
La communauté de communes du canton d'Aime a été créée par arrêté préfectoral du 15 décembre 2004.
Par arrêté préfectoral du 12 juillet 2012, la communauté de communes prend pour nom « Les Versants d'Aime ».
À la suite de la création des communes nouvelles d'Aime-la-Plagne et de La Plagne Tarentaise au 1er janvier 2016, le nombre de communes passe de 9 à 4.

## Composition
La communauté de communes est composée des 4 communes suivantes :

| Nom                    | Code Insee | Gentilé     | Superficie (km2) | Population (dernière pop. légale) | Densité (hab./km2) |
| ---------------------- | ---------- | ----------- | ---------------- | --------------------------------- | ------------------ |
| Aime-la-Plagne (siège) | 73006      |             | 94,67            | 4 409 (2022)                      | 47                 |
| Landry                 | 73142      | Landrigeots | 10,62            | 810 (2022)                        | 76                 |
| Peisey-Nancroix        | 73197      | Peiserots   | 70,64            | 633 (2022)                        | 9                  |
| La Plagne Tarentaise   | 73150      |             | 96,07            | 3 825 (2022)                      | 40                 |

## Démographie
| 1968  | 1975  | 1982  | 1990  | 1999  | 2009  |
| ----- | ----- | ----- | ----- | ----- | ----- |
| 6 452 | 6 321 | 6 717 | 7 753 | 8 363 | 9 367 |

### Pyramide des âges
| Hommes | Classe d’âge | Femmes |
| ------ | ------------ | ------ |
| 0,3    | 90 ans ou +  | 0,9    |
| 4,8    | 75 à 89 ans  | 7,7    |
| 11,7   | 60 à 74 ans  | 12,0   |
| 22,1   | 45 à 59 ans  | 20,1   |
| 25,2   | 30 à 44 ans  | 24,3   |
| 16,3   | 15 à 29 ans  | 15,6   |
| 19,6   | 0 à 14 ans   | 19,5   |

| Hommes | Classe d’âge | Femmes |
| ------ | ------------ | ------ |
| 0,3    | 90 ans ou +  | 1,1    |
| 6,1    | 75 à 89 ans  | 9,4    |
| 13,0   | 60 à 74 ans  | 14,1   |
| 21,1   | 45 à 59 ans  | 20,4   |
| 21,5   | 30 à 44 ans  | 20,6   |
| 18,8   | 15 à 29 ans  | 16,9   |
| 19,2   | 0 à 14 ans   | 17,5   |

## Politique et administration

### Statut
Le regroupement de communes a dès sa création pris la forme d’une communauté de communes. L’intercommunalité est enregistrée au répertoire des entreprises sous le code SIREN 247 300 817. Son activité est enregistrée sous le code APE 8411Z

### Présidents
| Période | Période            | Identité                | Étiquette | Qualité                               |
| ------- | ------------------ | ----------------------- | --------- | ------------------------------------- |
| 2004    | 2014               | Corine Maironi-Gonthier | DVG       | 1er adjointe au Maire d'Aime          |
| 2014    | 2016               | Jean-Yves Dubois        | SE        | Conseiller municipal d'Aime           |
| 2016    | En cours de mandat | Lucien Spigarelli       | SE        | 1er adjoint au maire d'Aime-la-Plagne |

### Conseil communautaire
À la suite de la réforme des collectivités territoriales de 2013, les conseillers communautaires dans les communes de plus de 1 000 habitants sont élus au suffrage universel direct en même temps que les conseillers municipaux. Dans les communes de moins de 1 000 habitants, les conseillers communautaires seront désignés parmi le conseil municipal élu dans l'ordre du tableau des conseillers municipaux en commençant par le maire puis les adjoints et enfin les conseillers municipaux. Les règles de composition des conseils communautaires ayant changé, celui-ci compte à partir de mars 2020 vingt-sept conseillers communautaires qui sont répartis comme suit : 
| Nombre de conseillers | Communes                  |
| --------------------- | ------------------------- |
| 12                    | La Plagne Tarentaise      |
| 11                    | Aime-la-Plagne            |
| 2                     | Landry et Peisey-Nancroix |

### Bureau
Le conseil communautaire élit un président et des vice-présidents. Ces derniers, avec d'autres membres du conseil communautaire, constituent le bureau. Le conseil communautaire délègue une partie de ses compétences au bureau et au président. 
| Nom               | Fonction                                                             | Qualité                               |
| ----------------- | -------------------------------------------------------------------- | ------------------------------------- |
| Lucien Spigarelli | Président                                                            | 1er adjoint au maire d'Aime-La-Plagne |
| Jean-Luc Boch     | 1er vice-président - Aménagement du territoire, Transports, Mobilité | Maire Plagne Tarentaise               |
| Sylviane Duchosal | 2e vice-présidente - Action sociale                                  | Elue Aime-La-Plagne                   |
| Didier Favre      | 3e vice-président - Travaux                                          | 1er adjoint de Landry                 |
| Bernard Hanrard   | 4e vice-président - Environnement, Développement durable             | Elu Plagne Tarentaise                 |
| Georges Bouty     | 5e vice-président - Finances                                         | Elu Aime-la-Plagne                    |
| Michelle Villien  | Déléguée à l'économie                                                | Elue La Plagne Tarentaise             |
| Maryse Favre      | Déléguée à la culture                                                | Elue Peisey-Nancroix                  |
| Guy Ducognon      | Délégué à la voie verte                                              | Elu Aime-La-Plagne                    |
| Michel Gostoli    | Délégué aux sports et loisirs                                        | Elu La Plagne Tarentaise              |

### Compétences
Les actions de la Communauté de communes des Versants d'Aime se définissent sur cinq axes de compétences :
- Environnement : collecte des déchets ménagers, collecte sélective, déchèteries...
- Action sociale et scolaire : EHPAD, crèche halte-garderie, transport scolaire...
- Culture et loisirs : espace musical, maison des Arts, gymnase, stades, voie verte, base de loisirs...
- Développement territorial et Aménagement de l'Espace : FISAC, réhabilitation des vignes, irrigation du versant du Soleil...
- Travaux (pour ceux liés liée aux compétences précédentes)

### Financement
La Communauté de communes des Versants d'Aime, communauté de communes à fiscalité propre, perçoit une partie des quatre taxes locales (taxe d'habitation, taxe sur le foncier bâti, taxe sur le foncier non bâti et taxe professionnelle). La communauté de communes bénéficie également de différentes sources de financement : 
- Aides de l'État, notamment par le biais de la dotation globale de fonctionnement (DGF).
- Taxe d'enlèvement des ordures ménagères (TEOM) : financement de la collecte et du traitement des déchets ménagers et assimilés.
- Rétributions dans le cadre de délégations de services publics.
- Subventions de divers organismes

| Postes                                           | 2007        | 2008        | 2009        | 2010        | 2011        | 2012        |
| ------------------------------------------------ | ----------- | ----------- | ----------- | ----------- | ----------- | ----------- |
| Produits de fonctionnement                       | 4 921 000 € | 4 847 000 € | 5 406 000 € | 6 272 000 € | 6 476 000 € | 6 987 000 € |
| Charges de fonctionnement                        | 4 755 000 € | 4 862 000 € | 5 022 000 € | 5 655 000 € | 5 722 000 € | 6 281 000 € |
| Ressources d’investissement                      | 1 020 000 € | 724 000 €   | 3 060 000 € | 2 540 000 € | 2 492 000 € | 2 302 000 € |
| Emplois d’investissement                         | 1 077 000 € | 815 000 €   | 2 235 000 € | 3 421 000 € | 1 508 000 € | 2 472 000 € |
| Autofinancement                                  | 222 000 €   | 96 000 €    | 507 000 €   | 762 000 €   | 968 000 €   | 871 000 €   |
| Dette                                            | 1 966 000 € | 1 873 000 € | 3 705 000 € | 3 662 000 € | 4 206 000 € | 4 316 000 € |
| Source : Ministère de l’Économie et des Finances |             |             |             |             |             |             |

### Identité visuelle
| Logotype de la Communauté de communes des Versants d'Aime. | La Communauté de communes des Versants d'Aime s’est dotée d’un logotype. |